# Edward Coles

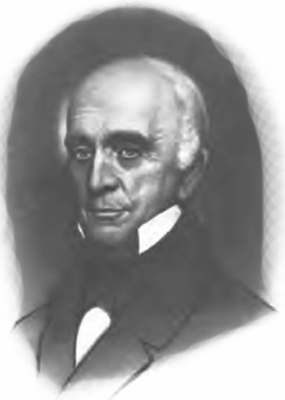
Edward Coles

Edward Coles, född 15 december 1786 i Albemarle County, Virginia, död 7 juli 1868 i Philadelphia, Pennsylvania, var en amerikansk politiker (demokrat-republikan). Han var den andra guvernören i delstaten Illinois 1822-1826.
Coles studerade vid The College of William & Mary och blev under studietiden en övertygad abolitionist. Han arbetade sedan som privatsekreterare åt USA:s president James Madison. Han var diplomat i Sankt Petersburg 1816-1818. Fadern var en av de rikaste i Virginia och Edward Coles ärvde ett stort plantage. Han hade svårigheter med att frige faderns slavar, eftersom det var förbjudet för frigivna slavar att bo kvar i Virginia. Han bestämde sig 1818 för Illinois, en nybliven delstat, dit både han och de frigivna slavarna kunde flytta.
Slaverifrågan diskuterades häftigt inför 1822 guvernörsval i Illinois. Coles ställde upp i valet på grund av sitt starka motstånd mot slaveriet. Frågan avgjordes 1824 i Illinois i en folkomröstning. Guvernör Coles ledde den vinnande kampanjen mot slaveriet. Han lyckades också få igenom en lag som förbjöd kidnappningen av svarta i Illinois.
Coles syster Sarah var gift med talmannen Andrew Stevenson. Coles County har fått sitt namn efter Edward Coles. Hans grav finns i Edwardsville, Illinois.

## Externa länkar

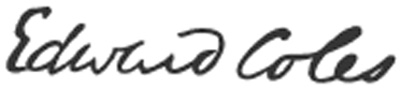
Edward Coles autograf